# Vöröscsőrű trópusimadár
A vöröscsőrű trópusimadár (Phaethon aethereus) a madarak (Aves) osztályának trópusimadár-alakúak (Phaethontiformes) rendjébe, ezen belül a trópusimadár-félék (Phaethontidae) családjába tartozó faj.
A Phaethon madárnem típusfaja.

## Előfordulása
Csendes-, az Atlanti- és az Indiai-óceán trópusi partvidékein költ, az év többi részét a nyílt vizeken tölti.

## Alfajai
- Phaethon aethereus aethereus
- Phaethon aethereus indicus
- Phaethon aethereus limatus
- Phaethon aethereus mesonauta

## Megjelenése
|  |

## Rokon fajok
A vöröscsőrű trópusimadár legközelebbi rokonai a fehérfarkú trópusimadár (Phaethon lepturus) Daudin, 1802 és a vörösfarkú trópusimadár (Phaethon rubricauda) Boddaert, 1783. Valamivel távolabbi, már kihalt rokonai voltak a Heliadornis és a Phaethusavis nemzetségek fajai.

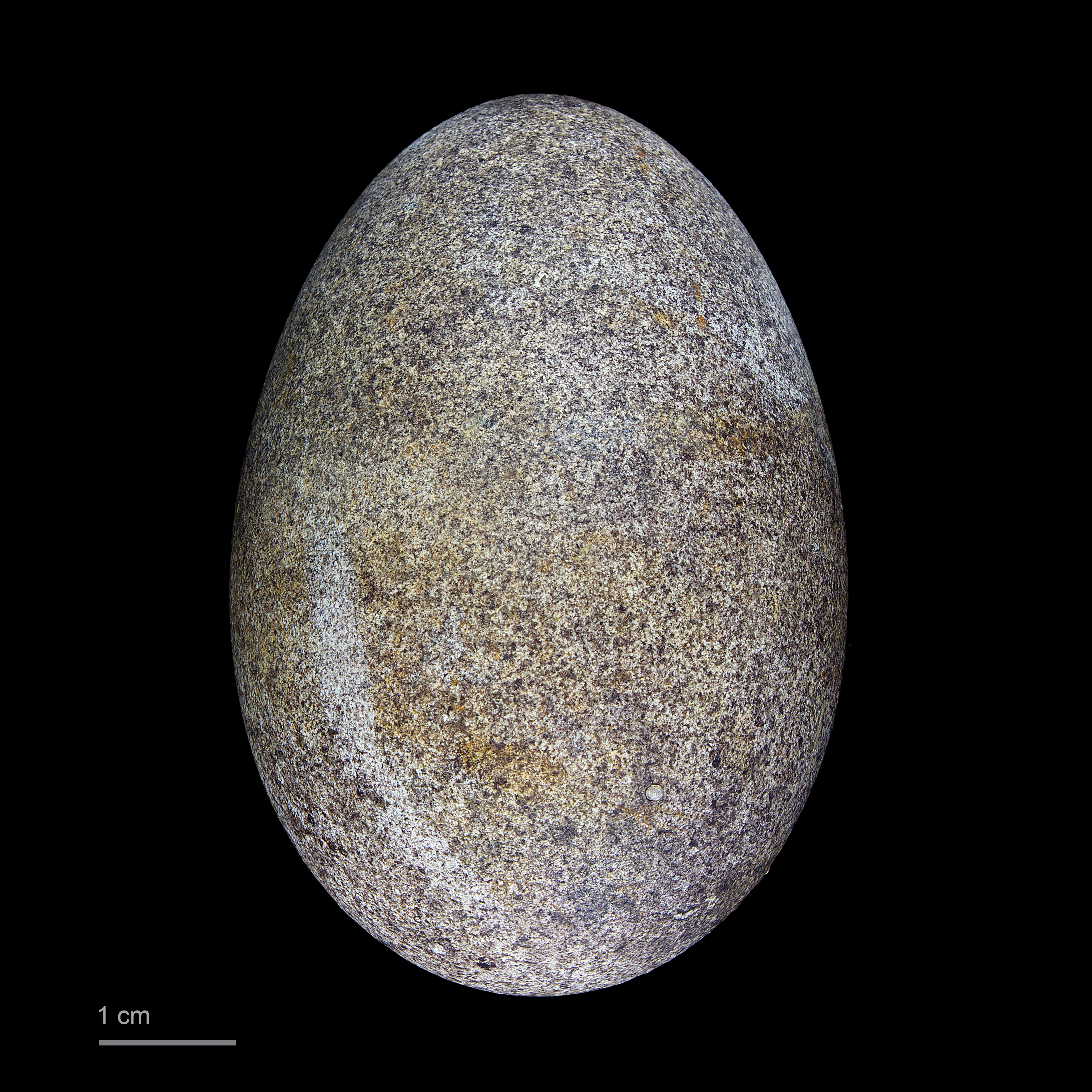
Phaethon aethereus